# Kwiecień 2016

## 30 kwietnia
- W Kenii prezydent Uhuru Kenyatta podpalił stos składający się ze 105 ton kości słoniowej oraz kłów i rogów nosorożców, w symbolicznym proteście przeciwko zabijaniu dla korzyści majątkowych zagrożonych wyginięciem gatunków. Szacowana wartość kości słoniowej, pochodzącej od ośmiu tysięcy zwierząt, wyniosłaby na czarnym rynku około 150 milionów dolarów. (tvnmeteo.tvn24.pl)
- Następcą arcybiskupa metropolity przemyskiego Józefa Michalika, który osiągnął wiek emerytalny papież Franciszek mianował dotychczasowego biskupa pomocniczego archidiecezji przemyskiej Adama Szala. (tvn24.pl)
- Na terenie ośrodka Concordia, znajdującego się w pobliżu niemieckiej miejscowości Dermbach osłonięto pierwszą w Niemczech tablicę upamiętniającą ofiary mordów na Polakach z lat 1939–1947 dokonanych przez Organizację Ukraińskich Nacjonalistów oraz Ukraińską Powstańczą Armię. (studiowschod.pl)
- W drugim dniu 3 Motoparalotniowych Zawodów o Puchar Prezydenta Miasta Płocka RiverFly 2016 zginął członek polskiej Motoparalotniowej Kadry Narodowej PPG Piotr Krupa, wicemistrz świata w klasie PF2 z 2007. (lotniczapolska.pl)

## 29 kwietnia
- Odbyły się uroczystość upamiętniającą męczeńską śmierć Polek – więźniarek KL Ravensbrück na Cmentarzu Wojskowym na Powązkach w Warszawie z udziałem byłych więźniarek Ravensbrück oraz przedstawicieli Instytutu Pamięci Narodowej i Muzeum Więzienia Pawiak[1].
- W Warszawie przy ulicy Łuckiej miał miejsce pożar opuszczonego budynku znajdującego się w pobliżu zabytkowej kamienicy Abrama Włodawera. (tvnwarszawa.tvn24.pl)

## 28 kwietnia
- Co najmniej cztery osoby zginęły w Gwatemali, w wyniku osunięcia się ziemi na ludzi przeczesujących największe w kraju wysypisko śmieci. (tvn24.pl)

## 27 kwietnia
- Odwołano zaplanowany na 28 kwietnia start rosyjskiej rakiety nośnej Sojuz 2.1a, która ma wynieść na orbitę satelity Łomonosow i Aist-2D oraz nanosatelitę Samsat-218. (tvn24.pl)
- Były spiker Izby Reprezentantów Dennis Hastert został skazany na 15 miesięcy więzienia, dwa lata pod nadzorem sądowym, poddanie się terapii przewidzianej dla przestępców seksualnych i wpłacenie 250 tys. dolarów na fundusz ofiar przestępstw za łamanie prawa bankowego w celu dokonania płatności na pokrycie niewłaściwych zachowań seksualnych z ostatnich dziesięcioleci. Według ustaleń prokuratury Hastert w latach 2010–2014 wypłacił 1,7 mln dolarów w zamian za milczenie jednej ze swoich ofiar, którą molestował gdy ta miała 14 lat pomijając jednocześnie rozliczenia z urzędem skarbowym. (tvn24.pl)
- W Mayerthorpe, w Kanadzie spłonął drewniany most kolejowy. Przyczyną pożaru było prawdopodobnie podpalenie. (cbc.ca)

## 26 kwietnia
- W Syzraniu i okolicznych miejscowościach obowiązywała żałoba po śmierci zastępcy szefa sztabu Głównego Zarządu MSW w obwodzie samarskim pułkownika Andrieja Goszta, zamordowanego wraz z pięcioma członkami rodziny przez nieznanych sprawców 24 kwietnia we wsi Iwaszewka. (tvn24.pl)
- Po uznaniu Samorządu Tatarów krymskich (Medżlis) za organizację ekstremistyczną i zakazie działalności nałożonym przez Sąd Najwyższy Krymu – przewodniczący Medżlisu Refat Czubarow ogłosił stan wyjątkowy i przeniesienie działalności do Kijowa. (tvn24.pl)
- Rada Nadzorcza ZUS przychyliła się do wniosku o dymisję wiceprezes ZUS Elżbiety Łopacińskiej, jednocześnie powołując Michała Możdżonka na członka zarządu, w miejsce Radosława Stępnia, który złożył wcześniej dymisję. (tvn24bis.pl)
- Zgromadzenie Ogólne Sędziów Sądu Najwyższego podjęło uchwałę głoszącą iż nieopublikowany wyrok Trybunału Konstytucyjnego o niekonstytucyjności jakiegoś przepisu uchyla domniemanie jego zgodności z konstytucją już z chwilą ogłoszenia wyroku (Kryzys wokół Trybunału Konstytucyjnego w Polsce). (tvn24.pl)
- Papież Franciszek zatwierdził dekret o uznaniu męczeństwa bp. Vinçenca Prennushi oraz 37 innych katolików albańskich prześladowanych w okresie komunizmu. (ekai.pl)

## 25 kwietnia
- W Młodzieszynie miał miejsce pożar hali, w akcji gaśniczej brało udział 250 strażaków. (tvn24.pl)
- Islamscy ekstremiści z organizacji Abu Sayyaf na Filipinach, zamordowali kanadyjskiego zakładnika Johna Ridsdela uprowadzonego we wrześniu 2015 roku, a jego odciętą głowę porzucili w mieście Jolo. (onet.pl)

## 24 kwietnia
- Bojownicy z tzw. Państwa Islamskiego ostrzelali pociskami rakietowymi tureckie miasto Kilis przy granicy z Syrią. (tvn24.pl)
- Odbyła się pierwsza tura wyborów prezydenckich w Austrii. (tvn24.pl)
- W Warszawie przeszedł XI Marsz Świętości Życia zorganizowany pod hasłem „Człowiek miłosierny życiu zawsze wierny”. Wśród uczestników był Arcybiskup Henryk Hoser oraz prof. Bogdan Chazan. (tvp.info, tvn24.pl)
- W Warszawie odbyły się uroczystości pogrzebowe wraz z pogrzebem państwowym na Cmentarzu Wojskowym na Powązkach – pułkownika Zygmunta Szendzielarza ps. „Łupaszka”. (tvn24.pl)
- W Warszawie odbył się Orlen Warsaw Marathon, mający charakter mistrzostw kraju. W biegu wzięło udział 16 tys. osób z 40 krajów. Zwycięzcą biegu został Artur Kozłowski z czasem 2:11.54. (tvn24.pl)
- W Wielkiej Brytanii odbył się 36. Maraton Londyński. Zwycięzcą został Kenijczyk Eliud Kipchoge, zaś najlepszą z kobiet okazała się jego rodaczka Jemima Sumgong. (rp.pl)
- W Rosji, w wiosce Iwaszewka w obwodzie samarskim został zamordowany wraz z pięcioma członkami rodziny pułkownik Andriej Goszt – zastępca szefa sztabu Głównego Zarządu MSW w obwodzie samarskim. (tvn24.pl)
- W parafii pw. św. Elżbiety w Brukseli odsłonięto tablicę upamiętniającą ofiary katastrofy polskiego samolotu rządowego w Smoleńsku, w 2010 roku. Wśród uczestników uroczystości byli między innymi deputowana do Parlamentu Europejskiego Beata Gosiewska oraz poseł Andrzej Melak. (ekai.pl)
- Patriarcha Konstantynopola Bartłomiej I rekonsekrował Cerkiew św. Jerzego w Wiedniu. W uroczystości wzięli udział między innymi kard. Kurt Koch, nuncjusz apostolski w Austrii, abp Peter Stephan Zurbriggen oraz bp Ägidius Zsifkovics. (ekai.pl)

## 23 kwietnia
- W Hiszpanii odbył się szereg imprez z okazji obchodów cztery-setnej rocznicy śmierci pisarza Miguela de Cervantesa. (france24.com)
- W Wielkiej Brytanii odbył się szereg imprez z okazji obchodów cztery-setnej rocznicy śmierci pisarza Williama Szekspira. (tvp.info)
- W Portugalii rozpoczęły się obchody 800-lecia posługi franciszkanów w tym kraju (centralne obchody zaplanowano na 25 kwietnia). (ekai.pl)
- Rosyjski tankowiec „Palflot2” zapalił się na Morzu Kaspijskim. W wyniku pożaru zginął co najmniej jeden członek załogi. W sumie 10 członków załogi ewakuowano ze statku, który znajdował się na wodach terytorialnych Turkmenistanu. (onet.pl, rferl.org)
- Tysiące ludzi protestowało w niemieckim mieście Hanower przeciwko propozycjom Transatlantic Trade and Investment Partnership. (onet.pl, bbc.com)
- W katedrze w Burgos odbyła się beatyfikacja Walentego Palenci Marquina i jego czterech towarzyszy zamordowanych w czasie hiszpańskiej wojny domowej. (ekai.pl, radiovaticana.va)

## 22 kwietnia
- Został zastrzelony minister ds. mniejszości w prowincji Chajber Pasztunchwa, w Pakistanie Soran Singh. Do zamachu przyznali się członkowie Tehrik-i-Taliban Pakistan. (ekai.pl, dawn.com)
- Leszek Balcerowicz został ogłoszony nowym przedstawicielem Prezydenta Ukrainy Petra Poroszenki w ukraińskim rządzie oraz współprzewodniczącym grupy międzynarodowych doradców, powołanej przy ukraińskim rządzie. (tvn24bis.pl)
- Komisja Nadzoru Finansowego podała, że 25 kwietnia 2016 wystąpi do sądu o ogłoszenie upadłości SKOK Jowisz w Czeladzi. Jest to wynikiem nieprzekazania tej kasie przez Kasę Krajową SKOK we wskazanym terminie środków powodujących „usunięcie stanu niewypłacalności”. (tvn24bis.pl)
- Udostępniono fragment nagrania prywatnej rozmowy Pawła Kukiza, w której używając nieparlamentarnego języka wypowiedział się na temat rasistów i antysemitów. Bardzo ostro wypowiedział się o Arturze Zawiszy. (niezależna.pl, gazetacentrum.pl)

## 21 kwietnia
- Na warszawskim Żoliborzu odbyła się prezentacja muralu upamiętniającego Davida Bowiego, powstałego z inicjatywy Stacji Muranów. (tvn24.pl)
- W wieku 57 lat zmarł amerykański muzyk Prince. (newsweek.pl)

## 20 kwietnia
- 75 urodziny obchodził Arcybiskup Józef Michalik, metropolita przemyski i były przewodniczący Konferencji Episkopatu Polski osiągając tym samym kanoniczny wiek emerytalny dla biskupów. Zgodnie z Kodeksem Prawa Kanonicznego, hierarcha oddał się do dyspozycji Stolicy Apostolskiej, a papież przyjął jego rezygnację z urzędu. (ekai.pl)
- 24 osoby zginęły w wyniku eksplozji, do której doszło w zakładach petrochemicznych meksykańskiego koncernu naftowego Pemex w Coatzacoalcos, w stanie Veracruz. (tvn24.pl)

## 19 kwietnia
- Co najmniej 28 osób zginęło, a 327 zostało rannych w wyniku eksplozji bomby w Kabulu (tvn24.pl)
- W Sądzie Rejonowym Warszawa-Śródmieście zapadł wyrok w sprawie Marka Tatały, założyciela inicjatywy „Legalnie nad Wisłą”. Sąd uznał Tatałę za winnego naruszenia ustawy o wychowaniu w trzeźwości, ale odstąpił od ukarania go uznając, że jego pobudki nie były niskie, bo chodziło o „przetestowanie systemu”. (tvn24.pl)
- W centralnych uroczystościach 73-rocznicy wybuchu powstania w getcie warszawskim przy Pomniku Bohaterów Getta w Warszawie wzięli udział między innymi Prezydent RP Andrzej Duda, premier Beata Szydło, ambasador Izraela w Polsce Anna Azari oraz prezydent warszawy Hanna Gronkiewicz-Waltz. (polskieradio.pl)
- W klasztorze ojców Redemptorystów w Bardzie podczas konferencji prasowej zaprezentowano efekty konserwacji i badań metodą węgla radioaktywnego C14 dotyczących datowania figury Matki Bożej Bardzkiej znanej również jako Madonna tronująca. (ekai.pl)
- Ks. Jacek Międlar otrzymał „całkowity zakaz jakichkolwiek wystąpień publicznych oraz organizowania wszelkiego rodzaju zjazdów, spotkań i pielgrzymek, a także wszelkiej aktywności w środkach masowego przekazu, w tym w środkach elektronicznych”. Decyzję podjął wizytator Polskiej Prowincji Zgromadzenia Księży Misjonarzy ks. Kryspin Banko. (ekai.pl)

## 18 kwietnia
- Co najmniej 21 osób zostało rannych w wyniku eksplozji autobusu w Jerozolimie (tvp.info)
- W Krzeszowie rozebrano ewangelicki Kościół Zbawiciela z początku XX wieku. (opactwo.eu)
- Na cmentarzu żydowskim przy ul. Okopowej w Warszawie odsłonięto z okazji 73-rocznicy wybuchu powstania w getcie warszawskim pomnik upamiętniający Pawła Frenkla z ŻZW[2].

## 16 kwietnia
- Zakończyły się, rozgrywane w norweskim Førde, mistrzostwa Europy w podnoszeniu ciężarów. (ewcforde2016.no)
- W związku z przebudową ul. Koszalińskiej w Sławnie rozebrano Pomnik poległych żołnierzy (właściwie Pomnik Wdzięczności Armii Radzieckiej). (dziennikbaltycki.pl)
- Co najmniej 659 osób zginęło w silnym trzęsieniu ziemi w Ekwadorze. (elcomercio.pe)
- Co najmniej 16 osób zginęło w Jemenie w rozległych powodziach, które spowodowały mocne opady deszczu na północ od Sany, stolicy kraju. (tvnmeteo.tvn24.pl)
- W trzęsieniach ziemi w Kumamoto zginęło co najmniej 41 osób. (wp.pl)
- Odbyła się gala bokserska w Nowym Jorku, na której Krzysztof Głowacki obronił tytuł mistrza świata organizacji WBO w wadze junior ciężkiej. Polak pokonał jednogłośnie na punkty Amerykanina Steve’a Cunninghama. (tvn24.pl)

## 15 kwietnia
- Przez miasto Dolores w Urugwaju przeszło tornado. Zginęły 4 osoby, a ponad 200 zostało rannych. (tvnmeteo.tvn24.pl)
- Odbyły się uroczyste, wyjazdowe obrady Zgromadzenia Narodowego z udziałem Prezydenta RP Andrzeja Dudy w Poznaniu, w ramach obchodów 1050-rocznicy Chrztu Polski. (ekai.pl, ekai.pl)
- W Lasach Piaśnickich odsłonięto oficjalnie w asyście władz samorządowych, mundurowych i duchowieństwa – Pomnik Leona Kryczyńskiego zamordowanego w ramach zbrodni w Piaśnicy przez nazistów. Pomnik powstał z inicjatywy Związku Szlachty Tatarskiej Byłego Księstwa Litewskiego. (dziennikbaltycki.pl)

## 14 kwietnia
- Premier Ukrainy Arsenij Jaceniuk zgodnie z wcześniejszymi zapowiedziami podał się do dymisji. (onet.pl)
- Posłanka Małgorzata Zwiercan zagłosowała w Sejmie za nieobecnego Kornela Morawieckiego, w związku z czym została wykluczona z klubu Kukiz’15 zaś sam Kornel Morawiecki, który miał wcześniej poprosić posłankę o głosowanie za siebie, zrezygnował z członkostwa w klubie poselskim Kukiz’15. (onet.pl).
- W trakcie prezentacji drzewa genealogicznego Leonarda da Vinci w miejscowości Vinci koło Florencji, Alessandro Vezzosi oraz Agnese Sabato ujawnili iż badania genologiczne ujawniły, że znany reżyser Franco Zeffirelli jest potomkiem krewnych Leonarda. (tvn24.pl)
- Początek centralnych obchodów 1050-rocznicy Chrztu Polski w Gnieźnie i Poznaniu z udziałem między innymi legata papieskiego kardynała Pietro Parolina, biskupów z Polski i zagranicy oraz najwyższych władz państwowych w tym Prezydenta RP Andrzeja Dudy. (ekai.pl, ekai.pl)
- Dwójka gimnazjalistów dokonała profanacji w trakcie mszy świętej w kościele parafii Świętego Antoniego Padewskiego w Jaśle wypluwając i depcząc komunikanty. (nowiny24.pl)

## 13 kwietnia
- Nowym Komendantem Głównym Policji w Polsce, po dwóch miesiącach wakatu na tym stanowisku został nadinspektor Jarosław Szymczyk. (onet.pl)

## 12 kwietnia
- Prezydent Macedonii Ǵorge Iwanow ogłosił za pośrednictwem mediów iż podpisał dekret zawieszający wszystkie śledztwa korupcyjne wobec ekipy rządzącej, będące wynikiem afery podsłuchowej z 2015. Opozycja nazwała działanie prezydenta zamachem stanu w związku z faktem iż część z polityków rządzącej partii WMRO-DPMNE podejrzewa się o fałszowania wyborów w przeszłości, a działanie prezydenta poprzedza zaplanowane na czerwiec przedterminowe wybory parlamentarne. (tvn24.pl)
- Arcybiskup Christopher Pierre został nuncjuszem apostolskim w Stanach Zjednoczonych. (catholic-hierarchy.org, ekai.pl)
- W miejsce zmarłego Artura Górskiego, ślubowanie na posła na Sejm VIII kadencji złożył Andrzej Melak. (search.sejm.gov.pl )

## 11 kwietnia
- Z udziałem najwyższych władz państwowych w tym Prezydenta RP Andrzeja Dudy oraz premier Beaty Szydło odbyły się w Świdniku uroczystości pogrzebowe byłej wicepremier Zyty Gilowskiej odznaczonej pośmiertnie przez Prezydenta RP Krzyżem Wielkim Orderu Odrodzenia Polski. Mszy pogrzebowej przewodniczył abp Stanisław Budzik. Zyta Gilowska została pochowana na świdnickim cmentarzu przy ul. Wyszyńskiego. (dziennikwschodni.pl)

## 10 kwietnia
- Pożar w świątyni Puttngal w Indiach, w którym zginęło co najmniej 100 osób[3].
- Australijczyk Mathew Hayman (Orica GreenEdge) zwyciężył w wyścigu kolarskim Paryż-Roubaix. (letour.fr)
- Za pośrednictwem telewizji Premier Ukrainy Arsenij Jaceniuk zadeklarował iż w nadchodzącym tygodniu poda się do dymisji. (tvn24.pl)
- Około tysiąca osób uczestniczyło w Warszawie, w antyimigranckim marszu „Ręce precz od Polski” zorganizowanym między innymi przez Obóz Narodowo-Radykalny. (tvn24.pl)
- W Warszawie odbył się szereg uroczystości związanych z 6-rocznicą katastrofy polskiego samolotu rządowego w Smoleńsku w tym między innymi msza święta w intencji ofiar katastrofy odprawiona w archikatedrze św. Jana Chrzciciela na Starym Mieście w której udział wzięli Prezydent RP Andrzej Duda z małżonką oraz premier Beata Szydło. W trakcie uroczystości odsłonięto również tablicę upamiętniającą prezydenta Lecha Kaczyńskiego na Pałacu Prezydenckim przy Krakowskim Przedmieściu oraz na dziedzińcu warszawskiego Pałacu Komisji Rządowej Przychodów i Skarbu będącym siedzibą Prezydenta Warszawy. Według szacunków stołecznego ratusza w uroczystościach na Krakowskim Przedmieściu wzięło udział ok. 22 tys. osób. (tvn24.pl, tvn24.pl, tvn24.pl)

## 9 kwietnia
- Rakieta Falcon 9 firmy SpaceX pomyślnie wylądowała na barce na Oceanie Atlantyckim. Wcześniej wyniosła w przestrzeń kosmiczną statek zaopatrzeniowy Dragon z niezbędnym ekwipunkiem dla załogi Międzynarodowej Stacji Kosmicznej ISS. (tvn24.pl)
- Na kanale TVP1 miała miejsce z okazji 100-lecia przyłączenia Woli do Warszawy telewizyjna premiera polskiego filmu animowanego Warszawa 1935 Wola w reż. Tomasza Gomoły. (nowyzabytek.pl)
- Z udziałem najwyższych władz państwowych w tym Prezydenta RP Andrzeja Dudy oraz premier Beaty Szydło odbył się na Cmentarzu Wojskowym na Powązkach w Warszawie pogrzeb posła Artura Górskiego. (tvn24.pl)
- Muzeum Historii Żydów Polskich zostało wyróżnione nagrodą Europejskie Muzeum Roku 2016 podczas gali w hiszpańskim San Sebastián. (ekai.pl)

## 8 kwietnia
- W podwarszawskim Józefowie spłonął świdermajer przy ul. Tadeusza Rejtana 21. (tvn24.pl)

## 7 kwietnia
- Po tym jak padły dwie pierwsze klacze Preria i Amra, swoje dwie kolejne klacze Pietę i Augustę zabrała ze Stadniny Koni Janów Podlaski – Shirley Watts, właścicielka Halsdon Arabians oraz żona Charliego Wattsa. Wcześniej badania próbek owsa wykazały, iż w pokarmie pierwszej zdechłej klaczy była monenzyna. Okoliczności zgonów klaczy bada lubelska prokuratura zaś prezes Marek Skomorowski oddał się „do dyspozycji” swoich przełożonych. (dziennikwschodni.pl, tvn24.pl)
- Po śmierci byłego strażnika z nazistowskiego obozu KL Auschwitz-Birkenau Ernsta Tremmela z jednostek SS Totenkopf, który miał stanąć przed sądem w Hanau 13 kwietnia za pomocnictwo w zamordowaniu 1075 Żydów deportowanych do obozu z Francji – Międzynarodowy Komitet Oświęcimski skrytykował Niemcy za zbyt późne zajęcie się sprawą byłych strażników z hitlerowskich obozów koncentracyjnych. (interia.pl, bbc.com, onet.pl)
- Odnaleziona po blisko 50-latach przez Juliusza Windorbskiego i Małgorzatę Słomską z DESA Unicum – rzeźba pt. Ptak autorstwa Aliny Szapocznikow została zlicytowana na aukcji DESA Unicum w Warszawie za sumę 1 958 000 zł. (tvn24.pl, dzieje.pl)
- Ogłoszono iż Sigurður Ingi Jóhannsson zastąpi na stanowisku premiera Islandii Sigmundura Davíða Gunnlaugssona, który złożył dymisję z funkcji premiera na skutek afery Panama Papers (icelandnews.is)
- Nguyễn Xuân Phúc został zatwierdzony na stanowisko premiera Wietnamu przez Zgromadzenie Narodowe. (gazetaprawna.pl)

## 6 kwietnia
- Około godziny 2.15 wybuchł pożar w zakładach dziewiarskich w Głownie pod Łodzią. Pożar gasiło 12 zastępów Straży Pożarnej. (tvn24.pl, dzienniklodzki.pl)
- W Rzgowie miał miejsce pożar hali wystawienniczo-targowiskowej. W gaszeniu pożaru i oddymianiu hali brały udział 24 zastępy Straży Pożarnej. (tvn24.pl)
- W Holandii odbyło się niewiążące referendum nad umową stowarzyszeniową Unii Europejskiej z Ukrainą zorganizowane z inicjatywy ugrupowań eurosceptycznych. (tvn24.pl)
- Alina Petrowa-Wasilewicz została laureatką Nagrody „Ślad” im. biskupa Jana Chrapka za „konsekwentne i pełne pasji przybliżanie postaci wybitnych postaci Kościoła, zwłaszcza kobiet oraz promowanie wzorców życia według nowego feminizmu Jana Pawła II”. (ekai.pl)
- Przed wygaśnięciem umowy swojego ogiera na wniosek kierownictwa Stadniny Koni Janów Podlaski, odebrał szef Europejskiej Organizacji Hodowców Koni Arabskich Jaroslav Lacina. (dziennikwschodni.pl)
- Wietnamski parlament odwołał z funkcji premiera Wietnamu Nguyễna Tấna Dũnga pełniącego urząd od 2006 roku. (bankier.pl)

## 5 kwietnia
- W związku z aferą Panama Papers, islandzki premier Sigmundur Davíð Gunnlaugsson zaapelował do prezydenta Ólafura Ragnara Grímssona o rozwiązanie parlamentu i rozpisanie nowych wyborów, następnie zaś poinformował władze swojej partii o złożeniu dymisji z funkcji premiera. (tvn24.pl)
- Syryjscy rebelianci z Frontu al-Nusra zestrzelili samolot wojskowy sił wiernych prezydentowi Baszszarowi al-Asadowi i schwytali jego pilota. (tvn24.pl)
- Zmarła urodzona w 1957 roku, samica Mama będąca najstarszym szympansem w Holandii oraz jednym z pierwszych szympansów Burgers' Zoo w Arnhem. (fakty.nl)
- Około 348 tys. uczniów klas VI szkół podstawowych w całej Polsce podeszło do ogólnopolskiego obowiązkowego sprawdzianu dla szóstoklasistów. (tvn24.pl)
- minister środowiska Jan Szyszko odwołał z funkcji dyrektora Biebrzańskiego Parku Narodowego – Romana Skąpskiego. Pełniącą obowiązki dyrektora do czasu rozpisania konkursu na to stanowisko została dotychczasowa wicedyrektor parku Małgorzata Górska. (onet.pl)

## 4 kwietnia
- Na pasie startowym lotniska w Dżakarcie doszło do kolizji Boeinga 737-800 indonezyjskich linii lotniczych Batik Air, który przy starcie zahaczył o ogon holowanego na pas startowy mniejszego samolotu. W wyniku zdarzenia nikt nie został ranny (tvn24.pl).
- Przed islandzkim parlamentem w Reykjavíku protestowało kilka tysięcy ludzi domagając się ustąpienia premiera Sigmundura Davíða Gunnlaugssona wraz z całym rządem, w związku z ujawnieniem afery Panama Papers. Była to największa manifestacja w Reykjavíku od kryzysu finansowego w Islandii w 2008. (onet.pl, icelandnews.is)

## 3 kwietnia
- Süddeutsche Zeitung ujawniła aferę Panama Papers (wyborcza.biz).
- W Bassens na północ od Bordeaux we Francji doszło do eksplozji i pożaru w strefie przemysłowej. W akcji gaśniczej brało udział blisko 100 strażaków, dwóch z nich zostało rannych. (wp.pl)
- Odbył się 11. PZU Półmaraton Warszawski, w którym wzięło udział 13 tysięcy uczestników. Pierwszy na mecie był Daniel Muimbi Muteti z Kenii, zaś z kobiet jego rodaczka Justyn Kiptoo Kanda. (wyborcza.pl)
- Ulicami Warszawy przeszedł IX Katyński Marsz Cieni, upamiętniający ofiary zbrodni katyńskiej. (tvp.info)
- W kilkunastu miastach Polski odbyły się zorganizowane przez Partie Razem manifestacje pod hasłem „Nie dla torturowania kobiet”. wyrażające sprzeciw wobec projektu wprowadzenia całkowitego zakazu aborcji. W Warszawie przed gmachem Sejmu manifestowało kilka tysięcy osób. (tvn24.pl)
- Doszło do incydentu w warszawskim kościele pw. św. Anny w trakcie mszy świętej celebrowanej w Niedzielę Miłosierdzia Bożego. W trakcie odczytania komunikatu Komisji Episkopatu Polski na temat obrony życia, grupa zorganizowanych osób manifestacyjnie opuściła kościół. (deon.pl, wp.pl)

## 2 kwietnia
- W warszawskim Wawrze spłonął świdermajer przy ul. Patriotów 17/25. (tvn24.pl)
- W drugim dniu obrad Synod Kościoła Ewangelicko-Augsburskiego w RP opowiedział się przeciw wnioskowi o zmianie przepisów Zasadniczego Prawa Wewnętrznego i umożliwieniu wprowadzenia ordynacji kobiet na księży. (ekumenizm.pl)
- Stolica Apostolska ogłosiła, iż Kardynał Pietro Parolin będzie legatem papieskim podczas uroczystych obchodów 1050-lecia Chrztu Polski. (ekai.pl)
- Odbyła się gala Polsat Boxing Night, a w walce wieczoru zmierzyli się ze sobą Tomasz Adamek oraz Éric Molina. Przed walką Adamek zapowiedział, że jeśli przegra będzie to jego ostatnia walka i ostatecznie przegrał z Moliną przez TKO w 10. rundzie tracąc pas IBF Inter-Continental. (sport.pl)
- Zgromadzenie Narodowe wybrało Trần Đại Quanga na Prezydenta Socjalistycznej Republiki Wietnamu. (tuoitrenews.vn)
- Dwa tygodnie po wyborach i reelekcji, rozpoczął swoją drugą kadencję dotychczasowy Prezydent Nigru Mahamadou Issoufou. (donaukurier.de)

## 1 kwietnia
- Drugi dzień Szczytu Bezpieczeństwa Nuklearnego w Waszyngtonie z udziałem delegacji z ponad 50 państw. (tvn24.pl)
- W Sopocie odbył się pogrzeb ks. Jana Kaczkowskiego. Mszy przewodniczył biskup pomocniczy archidiecezji gdańskiej Wiesław Szlachetka. (ekai.pl)
- Miała miejsce bokserska gala, na której Amerykanin Adrien Broner bronił mistrzowskiego pasa federacji WBA w wadze junior półśredniej przeciwko Brytyjczykowi Ashleyowi Theophane’owi. W wyniku niewłaściwego limitu wagowego stracił tytuł na rzecz Theophane’a. (przegladsportowy.pl)